# クラーク橋
クラーク橋はミシシッピ川にかかる斜張橋で、ミズーリ州ウェスト・オールトンとイリノイ州オールトンを結ぶ。探検家ウィリアム・クラークにちなんでクラーク橋と名付けられた。元のクラーク橋を架け替える形で工事が進められ、1994年に開通した。アメリカ国道67号線の経路となっている。セントルイス都市圏内では最も北に位置する橋である。
総工費は8500万ドル。幅33mで、旧クラーク橋の6.1mから大幅に拡張された。旧クラーク橋は1928年に完成したトラス橋で、2車線分の幅員しかなかった(上流のチャンプ・クラーク橋と同じ幅)。新橋の方は上下各2車線、及び自転車用の車線も整備されている。
時に「スーパーブリッジ(the Super Bridge)」と称されることもあり、アメリカの公共放送PBSの「NOVAドキュメンタリーシリーズ｣において、1993年大洪水の中進められた難工事の様子が特集されたほどである。イリノイ州交通局の発注で、設計はHanson Engineersが請け負った。軽量の鉄骨に、支柱から鞍形にワイヤを張る型の斜張橋は全米でも初めてといわれている。建設には鉄骨8100トン、コンクリート33700立方メートル、ワイヤ25万メートル以上、ワイヤを保護する黄色のビニール1.6万平方メートル分が使われた。

## 関連項目

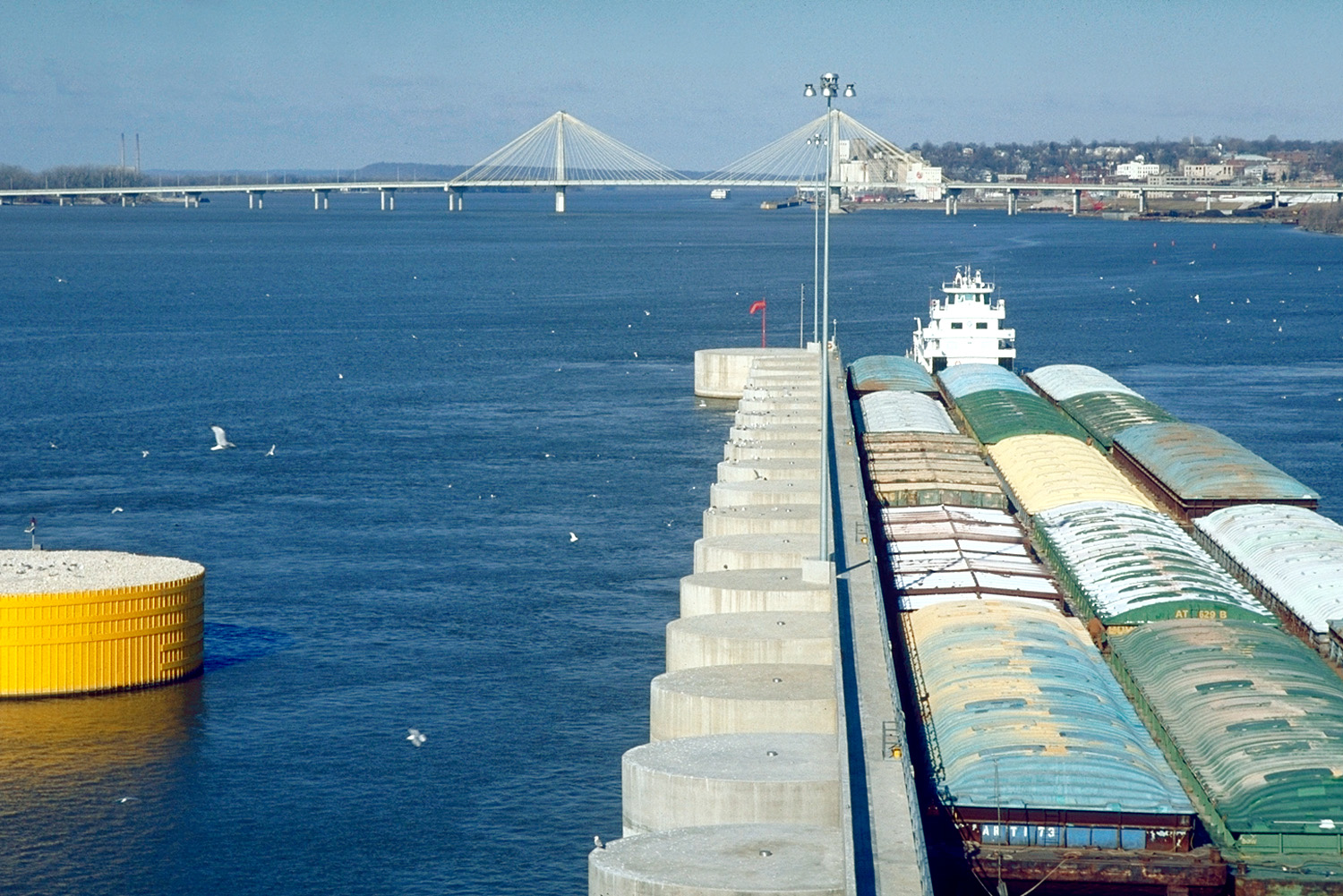
クラーク橋。橋のたもとにあるthe Melvin Price水門より上流を望む。
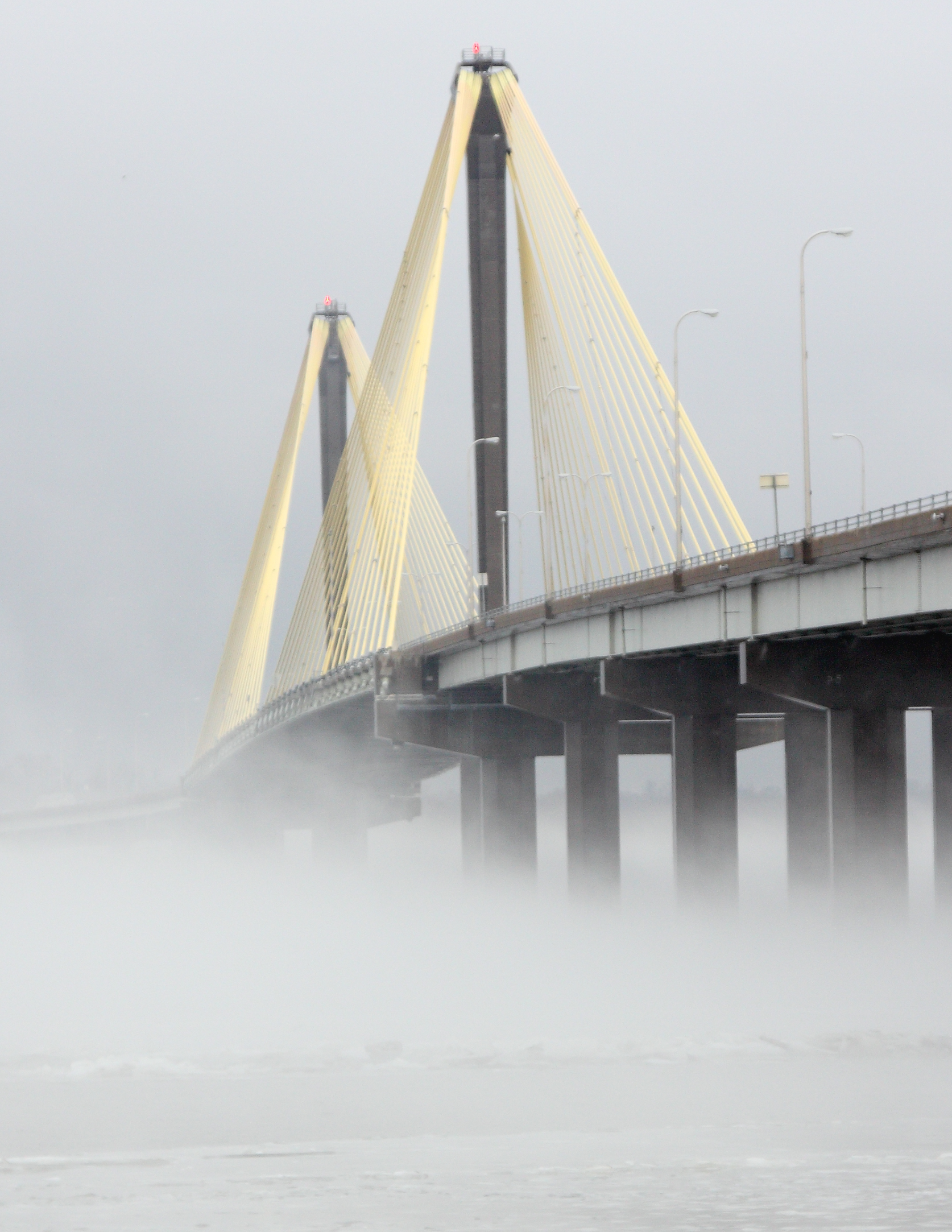
ミズーリ州側より。
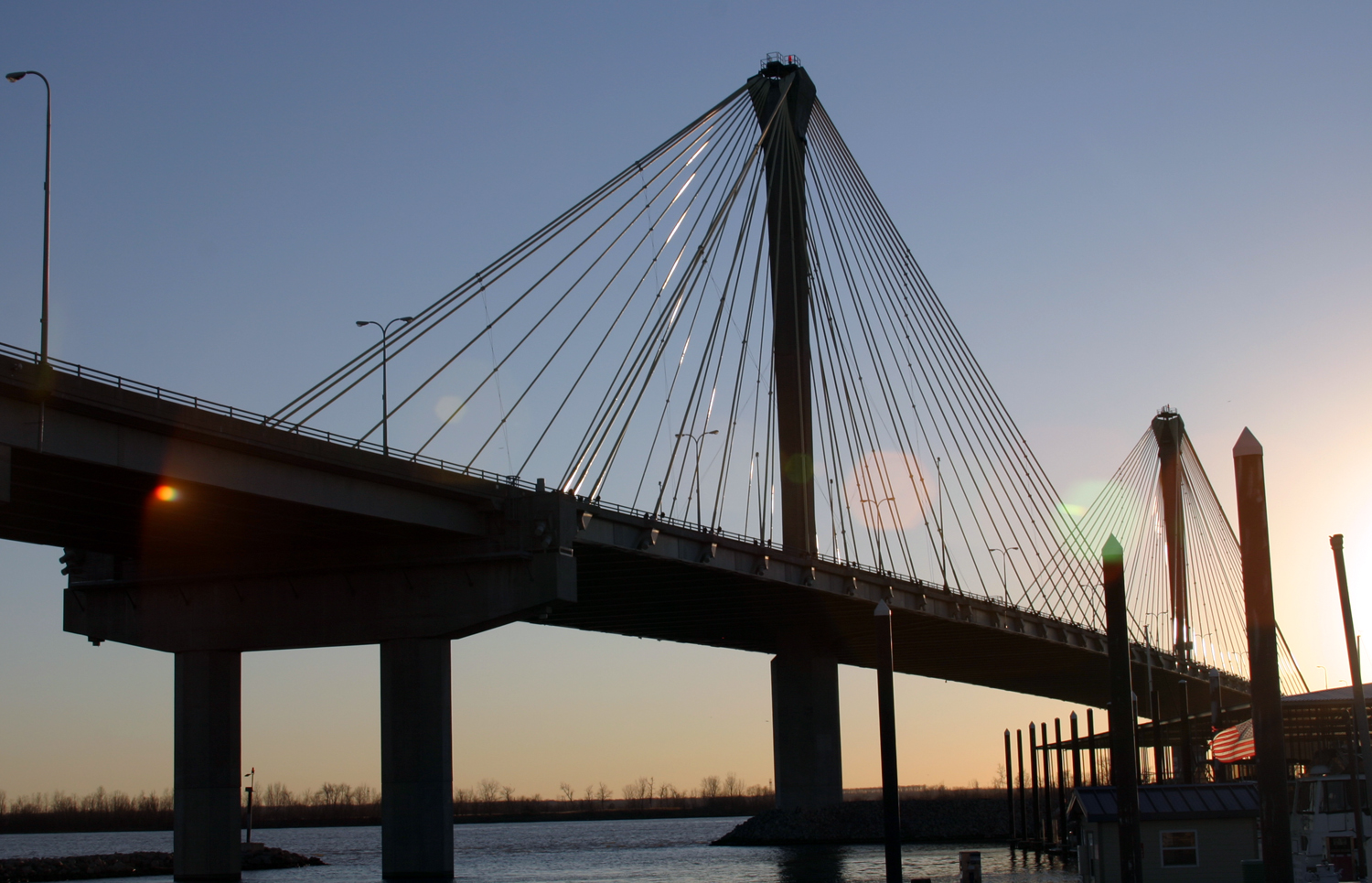
オールトン港より。
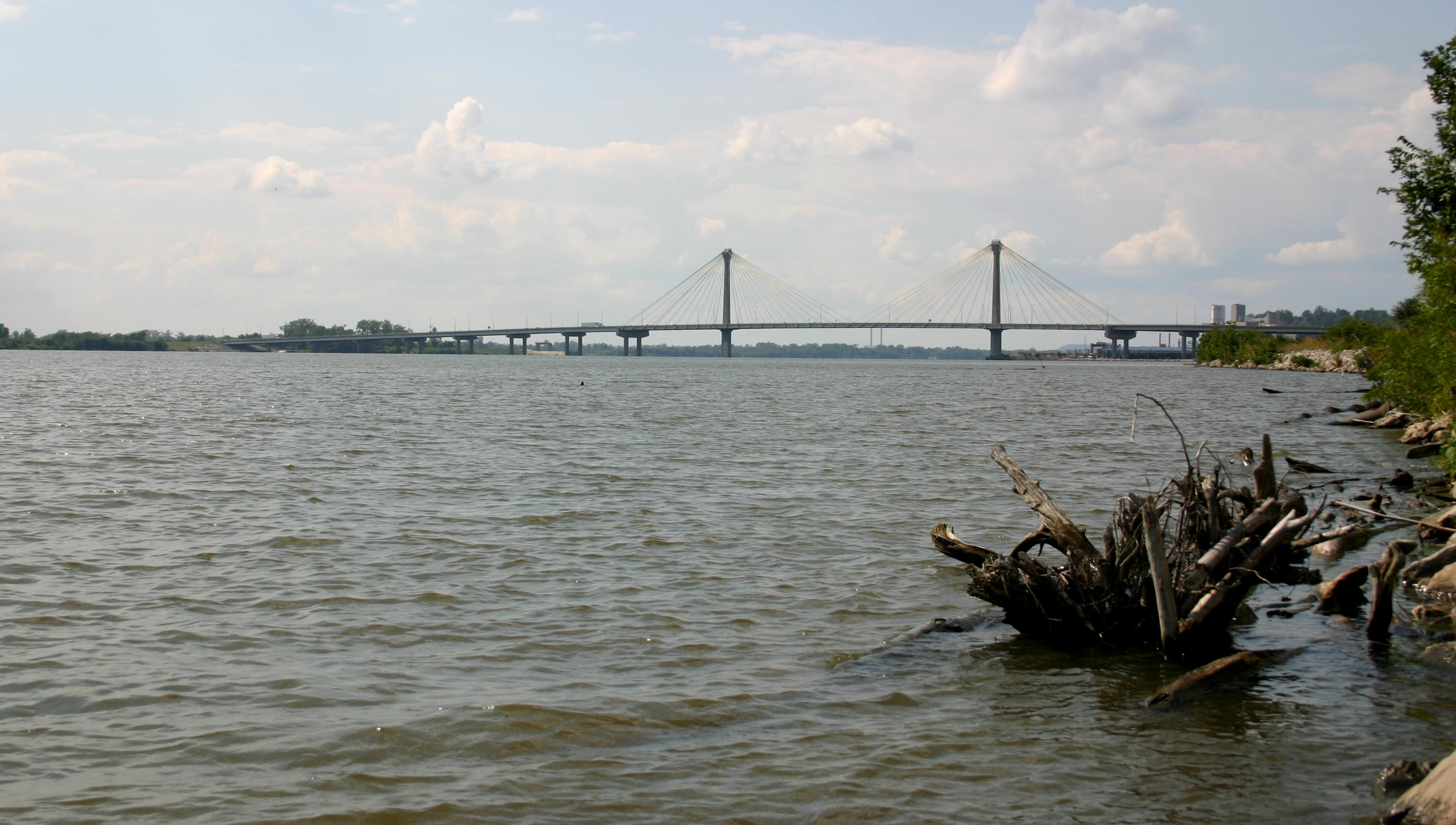
橋全景